# АЭС Найн-Майл-Пойнт
АЭС Найн-Майл-Пойнт (англ. Nine Mile Point Nuclear Generating Station) — действующая атомная электростанция на северо-востоке США.
Станция расположена на побережье озера Онтарио в округе Осуиго штата Нью-Йорк, в 40 милях на север от города Сиракьюс, на одной площадке с расположенной в непосредственной близости АЭС Фицпатрик.

## Информация об энергоблоках
| Энергоблок        | Тип реакторов       | Мощность | Мощность | Начало строительства | Физпуск    | Подключение к сети | Ввод в эксплуатацию | Закрытие |
| Энергоблок        | Тип реакторов       | Чистый   | Брутто   | Начало строительства | Физпуск    | Подключение к сети | Ввод в эксплуатацию | Закрытие |
| ----------------- | ------------------- | -------- | -------- | -------------------- | ---------- | ------------------ | ------------------- | -------- |
| Найн-Майл-Пойнт-1 | BWR, BWR-2 (Mark 1) | 613 МВт  | 642 МВт  | 12.04.1965           | 05.09.1969 | 09.11.1969         | 01.12.1969          | —        |
| Найн-Майл-Пойнт-2 | BWR, BWR-5 (Mark 2) | 1277 МВт | 1320 МВт | 01.08.1975           | 23.05.1987 | 08.08.1987         | 11.03.1988          | —        |